# Boulevard Anatole-France (Aubervilliers)
Pour les articles homonymes, voir Boulevard Anatole-France.
Le boulevard Anatole-France à Aubervilliers est l'une des artères principales du centre-ville. Il suit le tracé de la D901 (ex-RN 301).

## Situation et accès

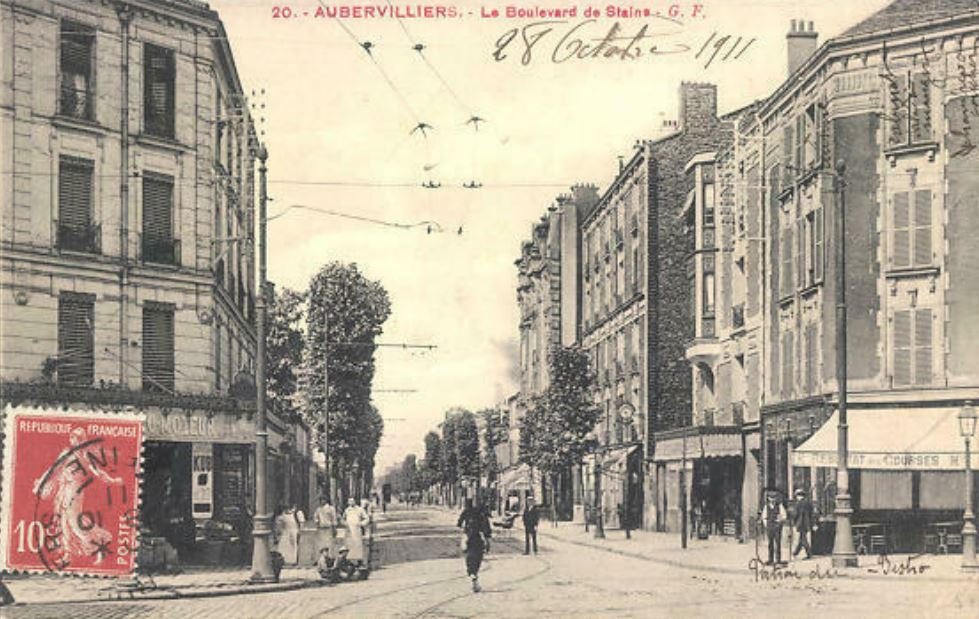
Le boulevard de Stains en 1911, avant d'être renommé boulevard Anatole-France.

En partant de la place de la Mairie au sud, il rencontre la rue des Noyers et forme le point de départ de la rue Waldeck-Rousseau.
Il se termine au carrefour de la rue de Crèvecœur (route départementale 27) et du boulevard Pasteur à La Courneuve.
Le boulevard est desservi au sud, par la station de métro Mairie d'Aubervilliers.

## Origine du nom

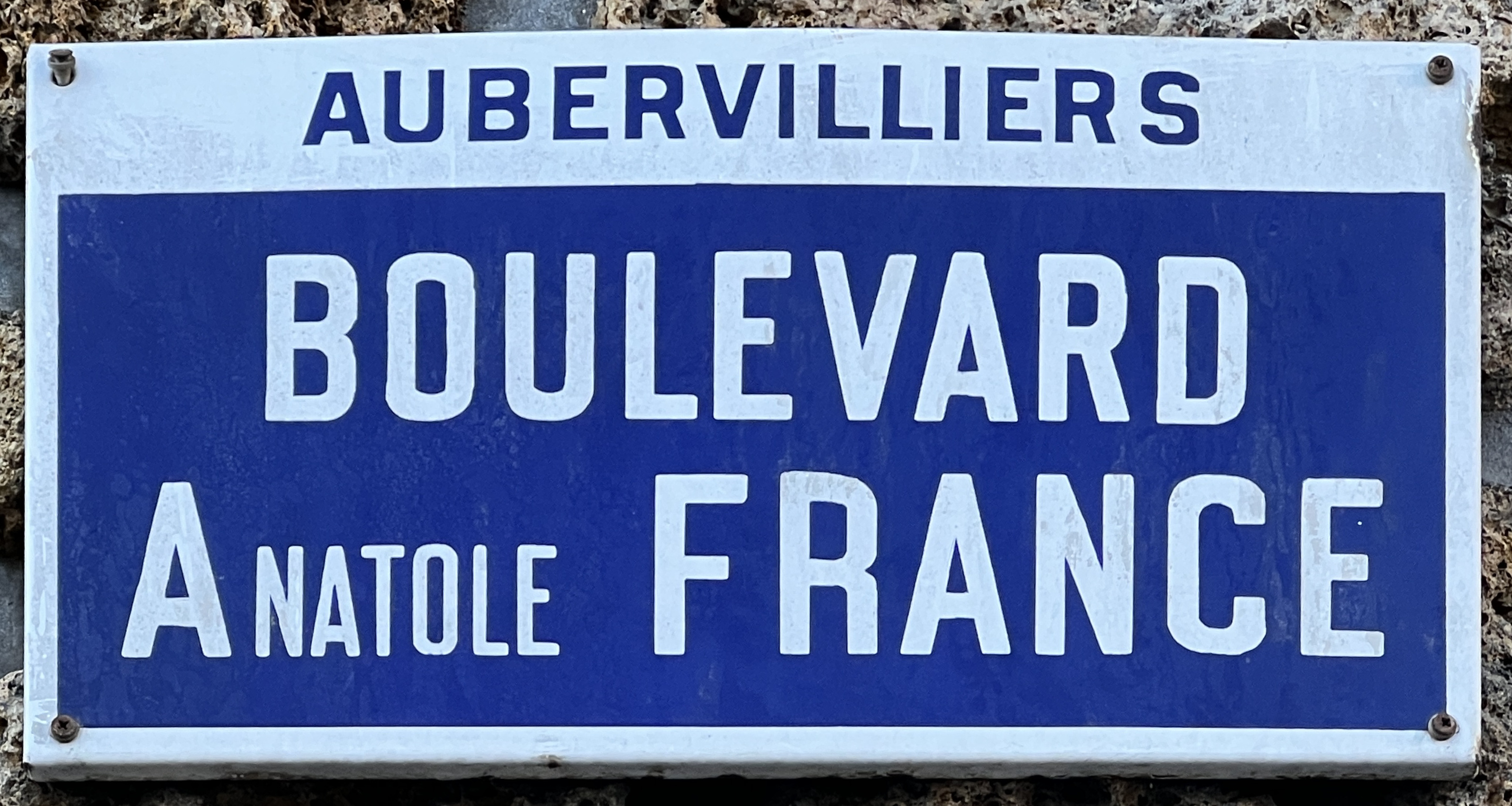
Plaque du boulevard.

Son ancien nom provient de la ville de Stains vers lequel le boulevard se dirige.
Il a par la suite été renommée en hommage à l'écrivain français Anatole France.

## Historique

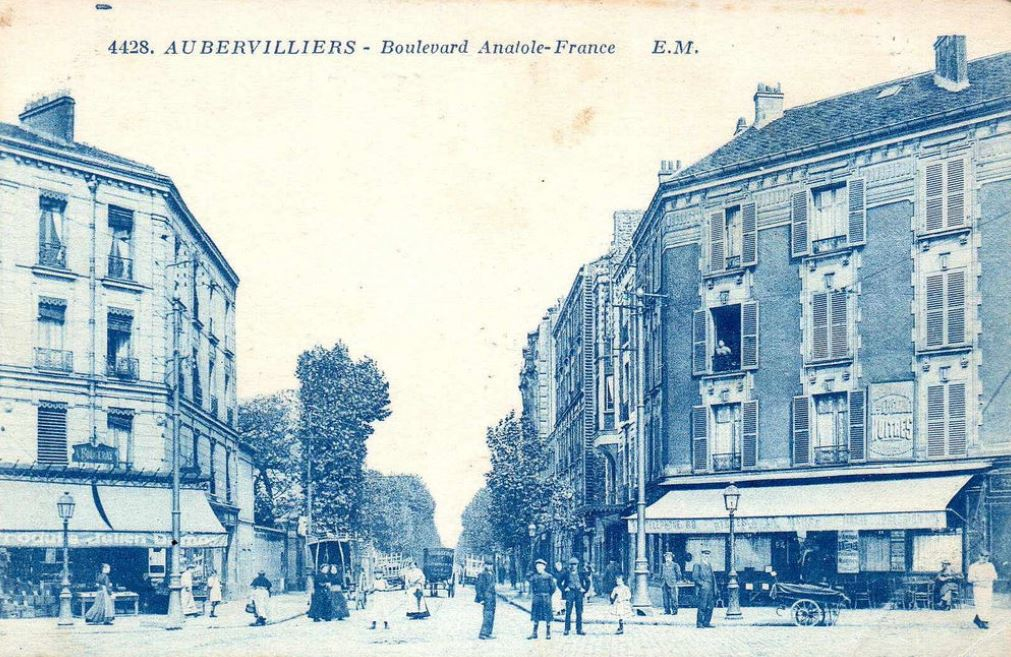
Boulevard Anatole-France à Aubervilliers. Les immeubles sur le côté droit sont encore présents.

Jadis, l'axe principal nord-sud de la ville suivait le tracé de la rue de la Courneuve avant d'être remplacé par ce boulevard.
Sa construction fait partie des grands aménagements réalisés autour de 1900, notamment autour de la place de la Mairie et s'appelait autrefois « boulevard de Stains ».
À cette occasion, l'avenue du Président-Roosevelt, prolongement de l'avenue de la République fut créée, et d'autres axes furent élargis ou alignés.

## Bâtiments remarquables et lieux de mémoire

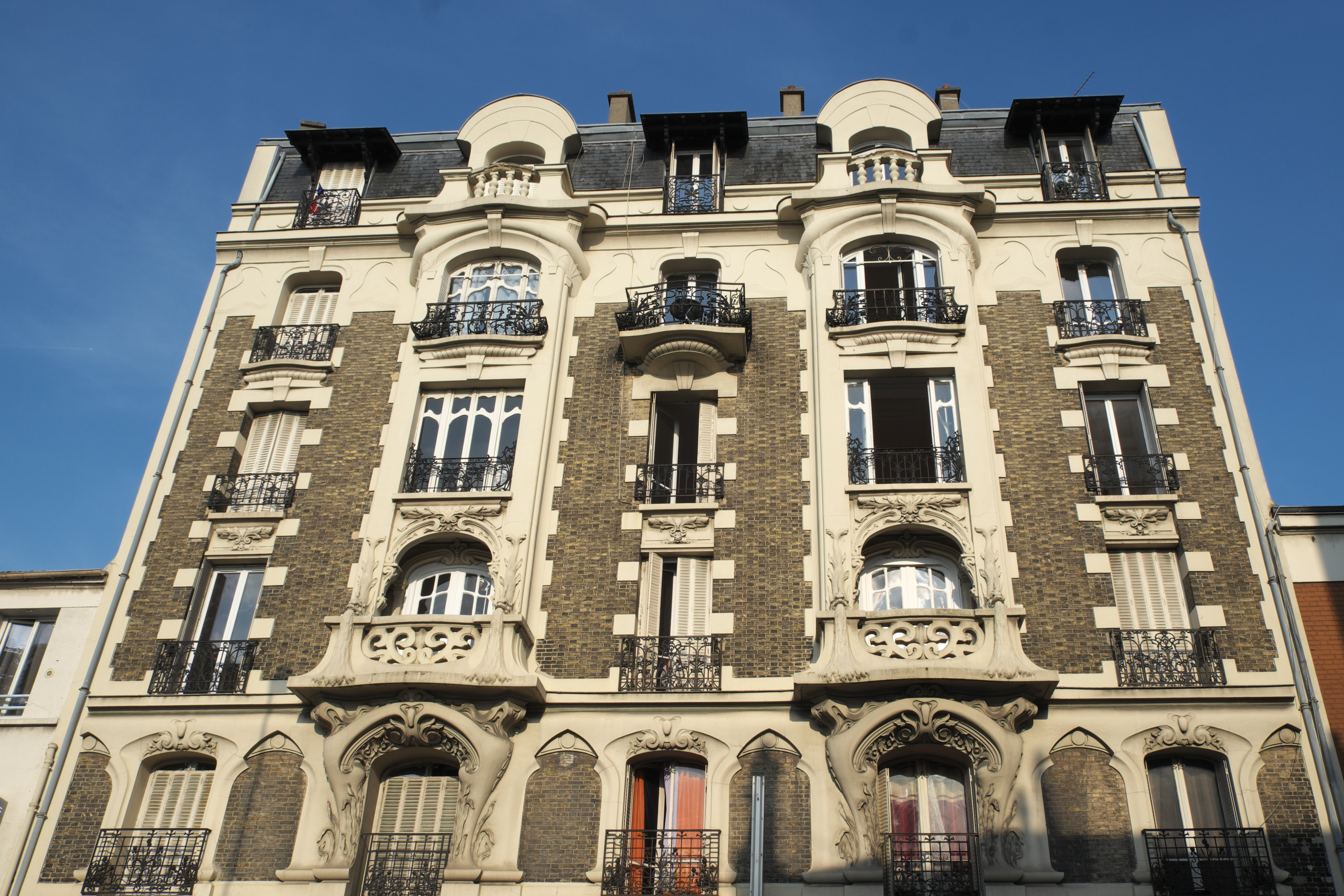
Immeuble construit vers 1900.

- Ancienne émaillerie Edmond Jean, édifiée en 1910[5], transformée en laboratoire pharmaceutique puis en espace associatif.